# Ochyrocera caeruleoamethystina
Ochyrocera caeruleoamethystina är en spindelart som beskrevs av Lopez 1997. Ochyrocera caeruleoamethystina ingår i släktet Ochyrocera och familjen Ochyroceratidae.
Artens utbredningsområde är Franska Guyana. Inga underarter finns listade i Catalogue of Life.